# 褐身副獅子魚
褐身副獅子魚，為輻鰭魚綱鮋形目杜父魚亞目獅子魚科的其中一種，分布於南澳大利亞海域，棲息深度1090-1160公尺，體長可達13.2公分，為深海底棲性魚類，屬肉食性，生活習性不明。

## 擴展閱讀
維基物種上的相關：褐身副獅子魚